# Mainz-Hartenberg-Münchfeld
Hartenberg-Münchfeld (familièrement : Hamü en mettant l'accent sur la deuxième syllabe) est un quartier (Ortsbezirk) de Mayence, capitale du Land de Rhénanie-Palatinat. Hartenberg-Münchfeld a près de 19 000 habitants en 2024.
Hartenberg-Münchfeld est connu pour son stade, le studio régional de la Südwestrundfunk pour la Rhénanie-Palatinat et le siège social à Mayence de la Deutsche Bundesbank (autrefois Banque centrale de Rhénanie-Palatinat / Sarre).

## Situation géographique
Le quartier est entouré d'autres quartiers de Mayence :

## Histoire

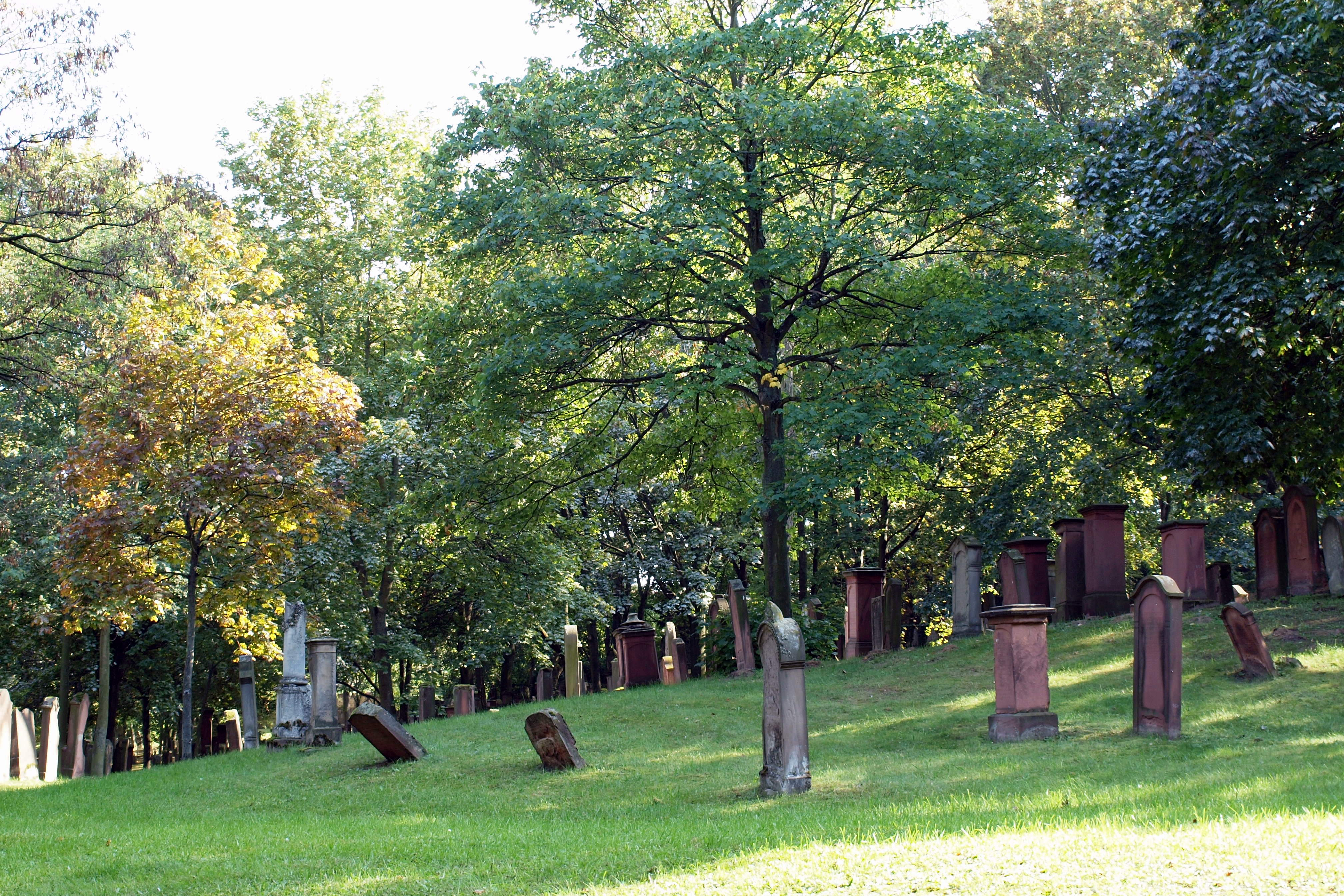
Vue du Judensand depuis la Mombacher Straße

Le nom de la rue Am Judensand (de) dans le quartier Hartenberg est une trace de l'usage médiéval du lieu : le cimetière de la communauté juive se trouvait là, et a été conservé à la frontière entre Hartenberg-Münchfeld et Neustadt ; les tombes les plus anciennes datent du XIe siècle. S'y trouve en particulier la stèle funéraire de Guershom Meor Hagola, qui meurt en 1028 ou 1040.
Au début du XIXe siècle, probablement plus d'un millier de personnes ont été enterrées dans une fosse commune dans les environs de l'actuel quartier. La tombe a été découverte à l'automne 2018 lors des travaux de construction d'un stand de tir. Selon les premières estimations, il pourrait s'agir de soldats allemands et français victimes d'une épidémie. Les survivants de la bataille de Leipzig en 1813 qui s'étaient enfuis à Mayence y avaient introduit le « Typhus de Mayence ». Au moins 16292 hommes de l'occupation française et 2485 hommes de Mayence y sont morts,.
Mayence ayant été longtemps fortifiée, Hartenberg faisait partie du système de défense militaire. Du fait de l'expansion de Neustadt un nouveau mur d'enceinte est réalisé, le Rheingauwall (de), selon les principes de l'architecture militaire néo-prussienne. Il reste plusieurs forts de ces fortifications : le Cavalier Hauptstein, le Cavalier Prince Holstein (de) et la nouvelle caserne Golden-Ross. À la porte Mombach, sur recommandation du Generalfeldmarschall Edwin von Manteuffel, est érigée une usine de conserves de l'armée, dont il ne reste plus que les fondations de visibles. Lors du développement du studio de la Südwestrundfunk, des éléments de la porte Gonsenheim furent mis à jour, qui ont été mis en valeur.

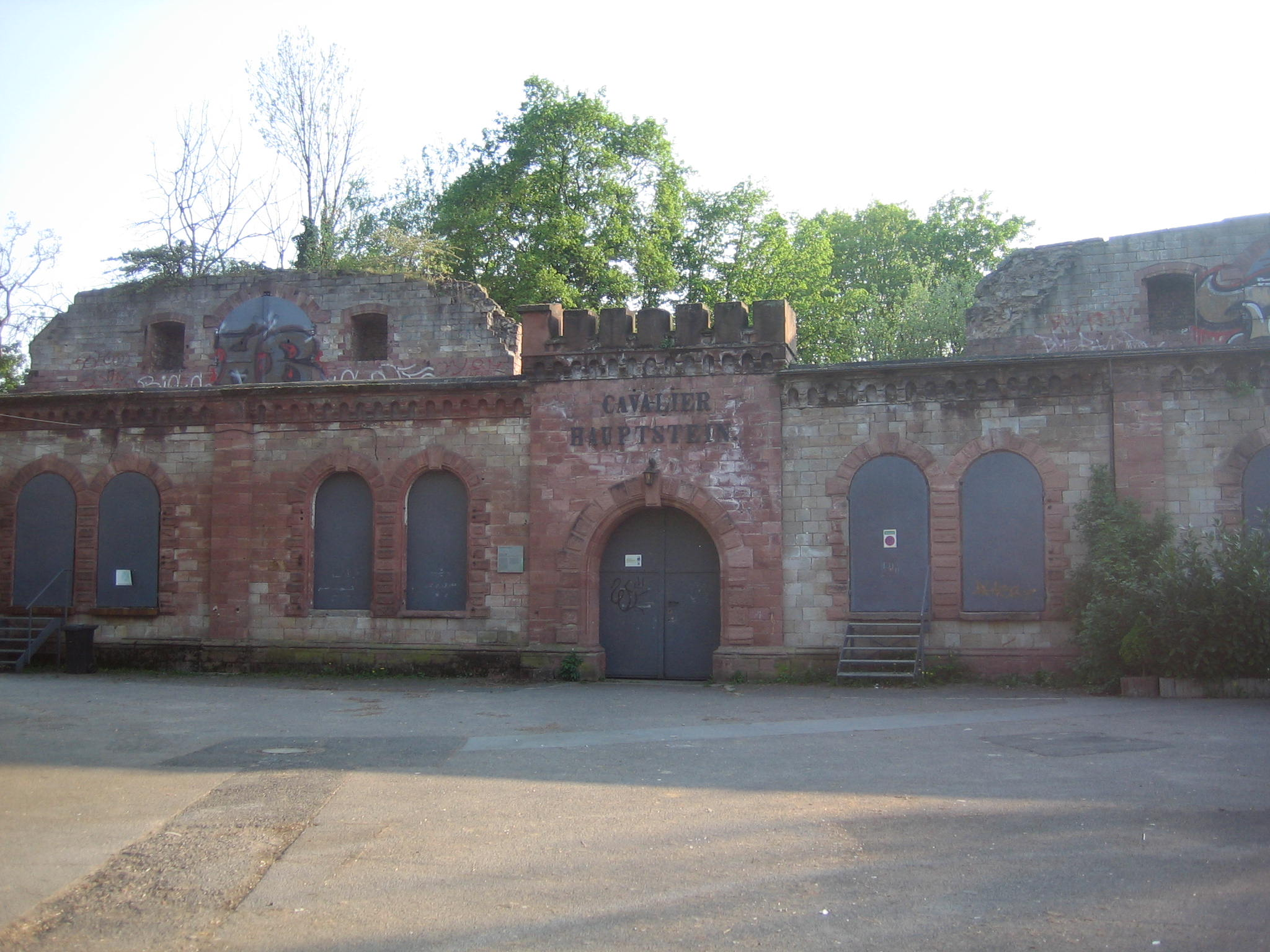
Cavalier Haupstein
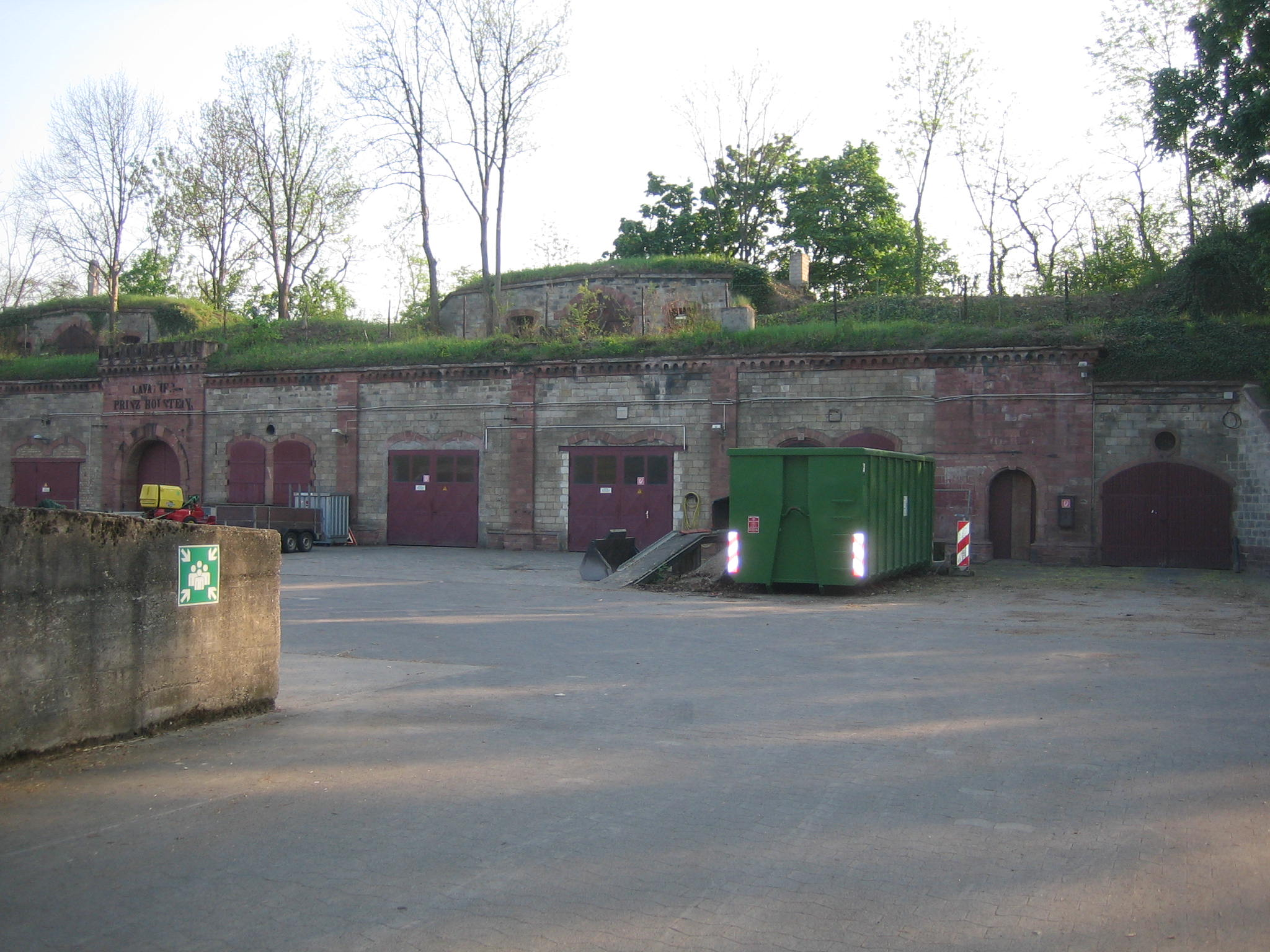
Cavalier Prince Holstein
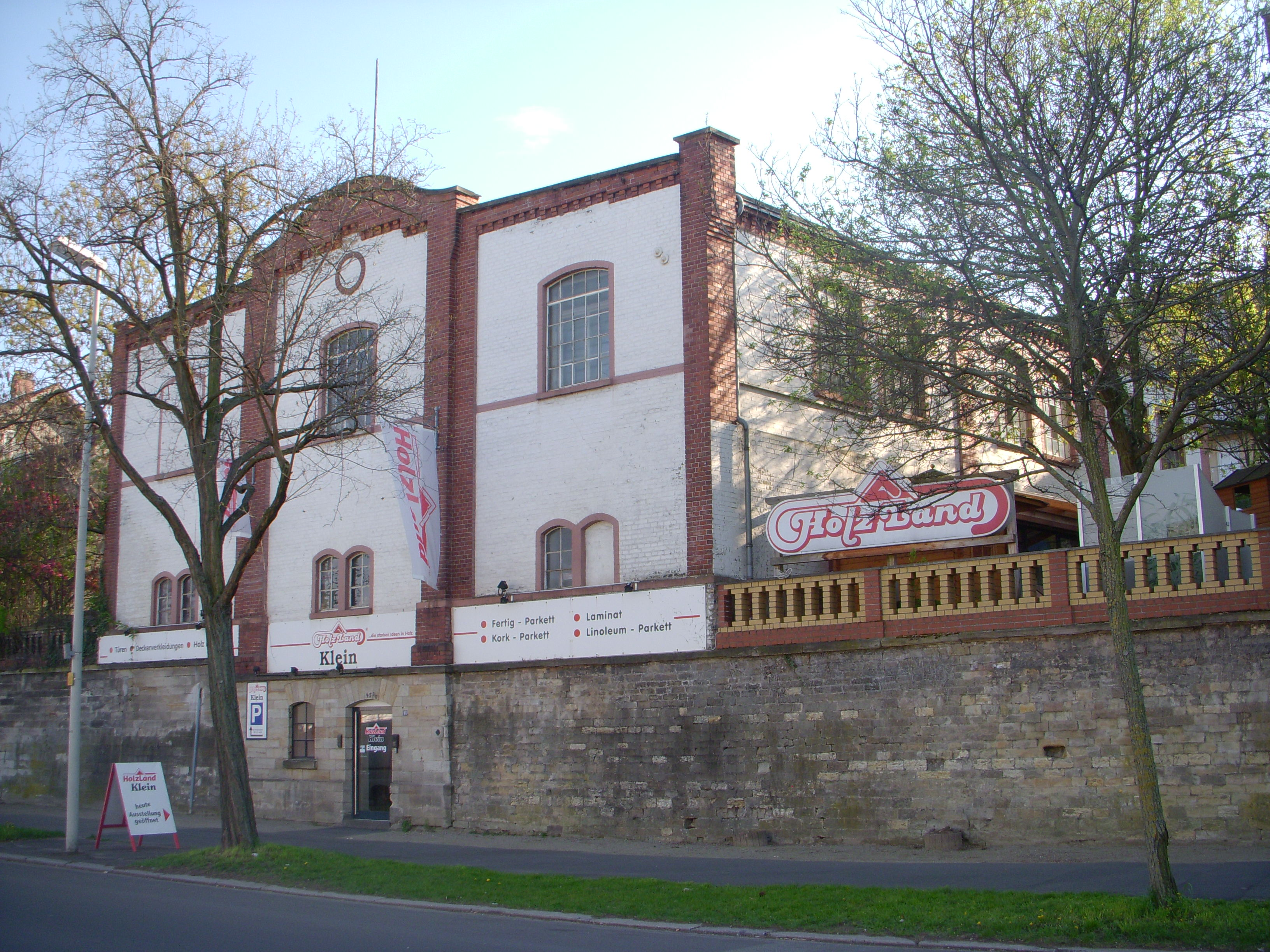
usine de conserves de l'armée
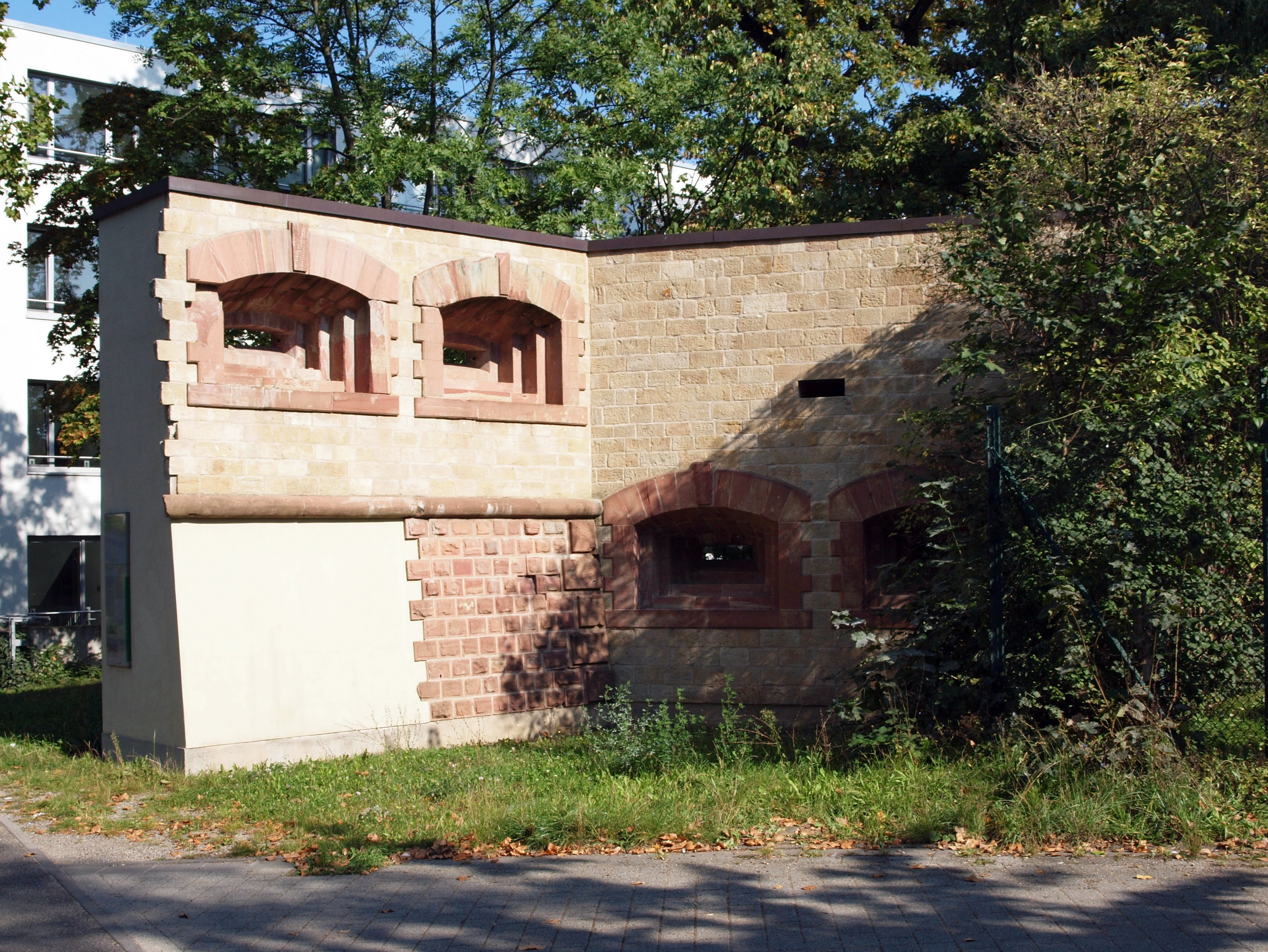
Restes de la porte Gonsenheim

À partir de 1904, des habitations civiles sont construites sur le quartier. En 1928, est édifié le Stade Bruchwegstadion, auquel sera attaché l'équipe de football 1. FSV Mayence 05 jusqu'en 2011. Dans les années 1960 et 70, d'assez importantes constructions d'habitations sont lancées dans les quartiers de Hartenberg et de Münchfeld, afin de répondre aux les problèmes de logements précaires de l'après-guerre.
C'est en 1989 que le quartier actuel est constitué, avec une partie de Mainz-Gonsenheim et de l'ancien quartier Mainz-Innenstadt.

## Religion

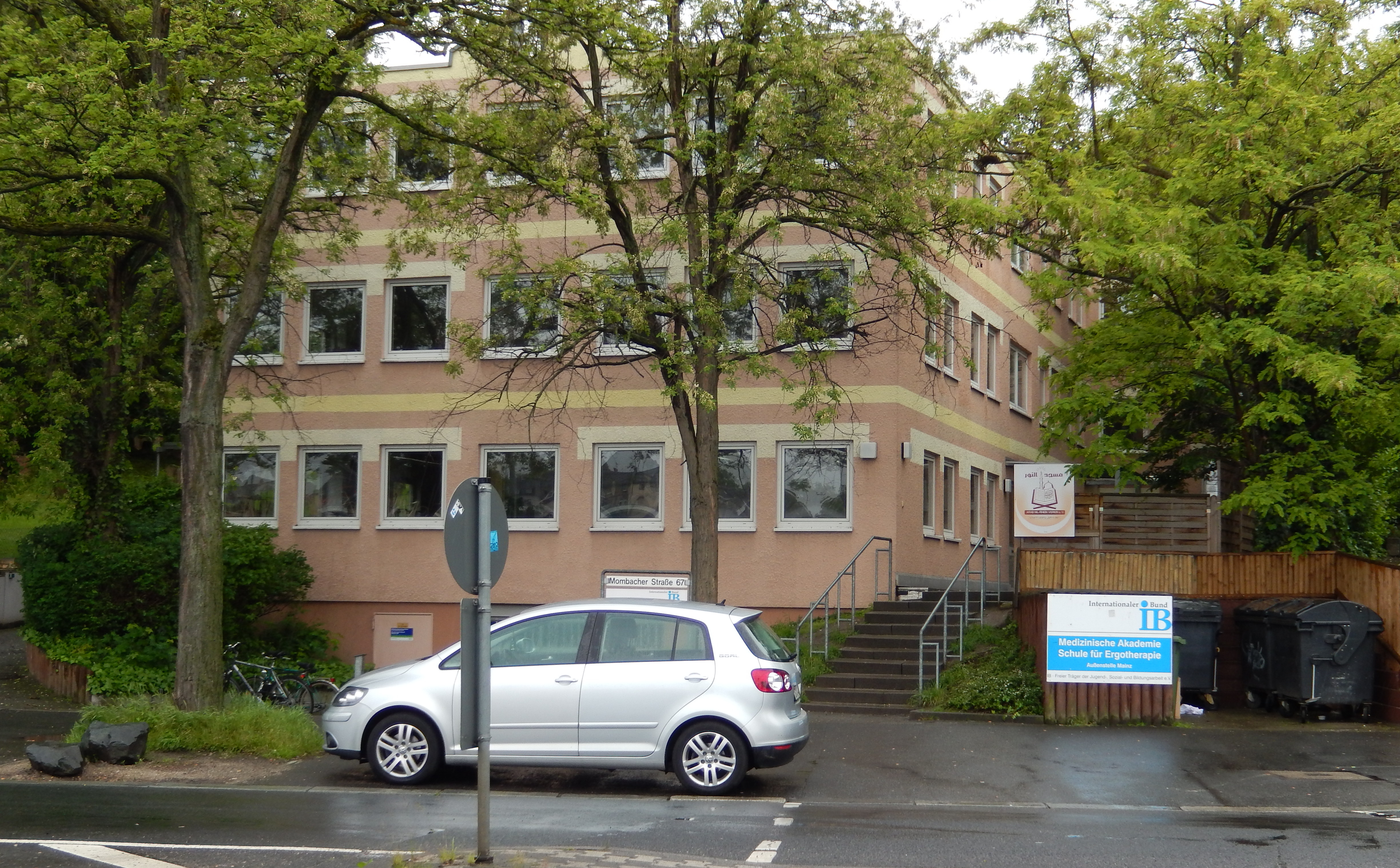
Bâtiment de la Internationaler Bund et de l'association Arab-Nil-Rhein-Verein, au Mombacher Straße 67

Outre les lieux de culte, on peut noter quelques associations :

### Œuvres catholiques pour les jeunes
An centre de HaMü, se trouve un ensemble important avec des espaces verts, des terrains de tennis, un restaurant et des salles de réunion utilisées par les mouvements de jeunesse de l’Église catholique.
C'est en 1930, après le départ de l'occupant français, que l'Œuvre de jeunesse avait pris place dans les locaux du Fort Gonsenheim. S'y sont déroulés entre autres événements, les Katholikentag (Journées catholiques) de 1947, 1948 et 1998. L'ensemble appartenait au diocèse jusqu'en 2007, et a depuis 2009 été l'objet d'un projet d'urbanisation (Bebauungsplan H85). Les travaux ont commencé dès 2010.

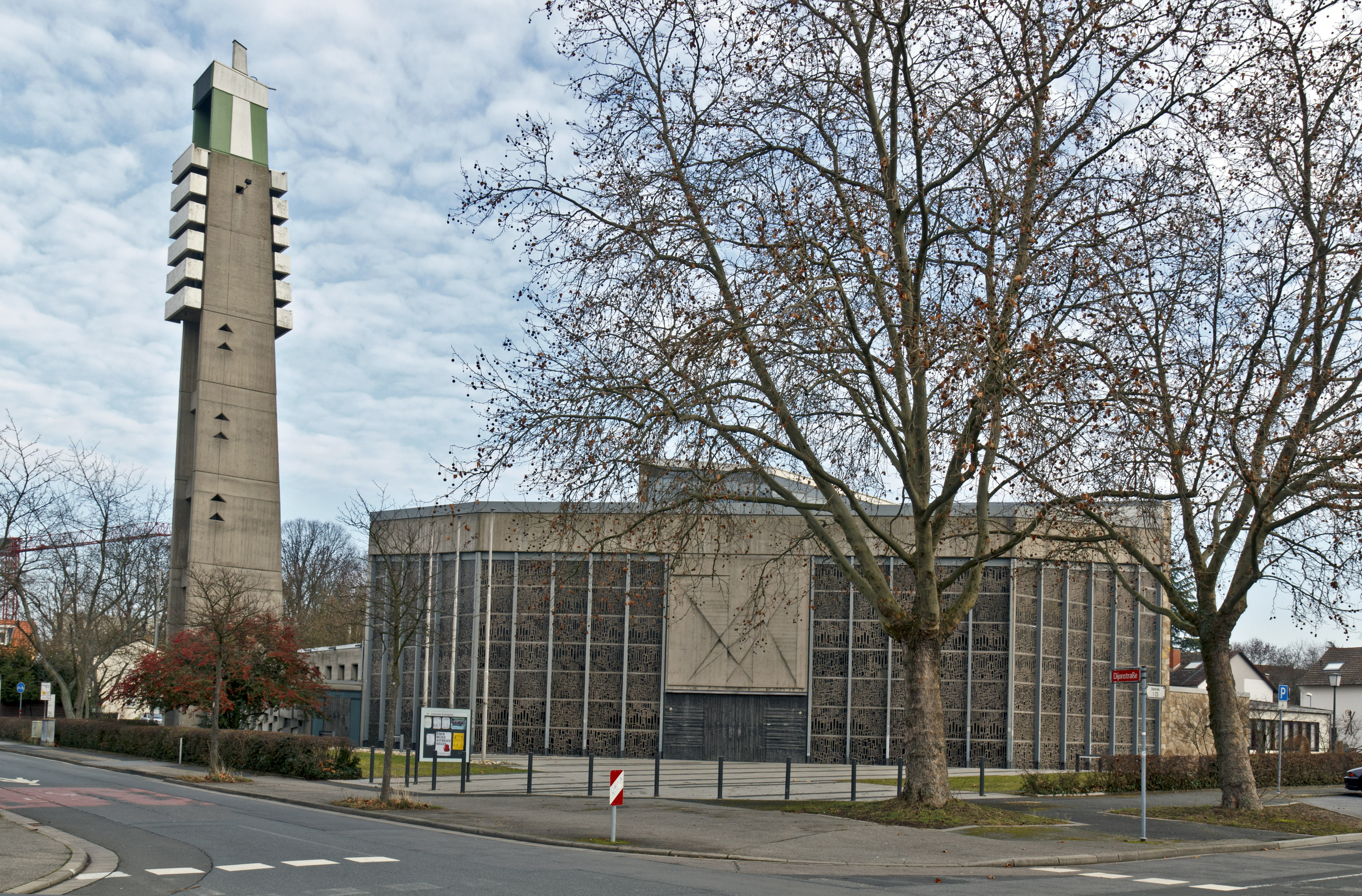
Paroisse catholique Saint-Jean l'évangéliste de Münchfeld

De son côté le diocèse de Mayence a posé dès août 2009 la première pierre d'un nouveau bâtiment du Jugendamt Don Bosco, achevé en 2011 sous la direction de l'architecte Angela Fritsch et récompensé du prix de l'architecture la même année.

### Islam
- Association Arab-Nil-Rhein-Verein

## Administration
L'équivalent de l'hôtel de ville, le lieu du conseil de quartier, se trouve au John-F.-Kennedy-Straße 7b, 55122 Mainz

### Vie politique locale
Après les élections au conseil municipal, les sièges ont été répartis comme suit :
- GRÜNE (4 sièges)
- CDU (3 sièges)
- SPD (2 sièges)
- Die Linke (1 siège)
- ÖDP (1 siège)
- AfD (1 siège)
- FDP (1 siège)

La présidente (Ortsvorsteherin) en est Christin Sauer (Grüne).

## Culture et monuments
Dans le quartier Binger Schlag, proche de la gare, se trouvent la piscine Taubertsberg et le Conservatoire Peter-Cornelius (de).

### Espaces verts et détente
Depuis 1979 le Hartenbergpark avec mini-golf, piscine, espace de jeux pour enfants et un belvédère sur le parc industriel de Mainz-Mombach. Il se trouve à l'emplacement des anciens forts Hartenberg et Hartmühl (de), sur une superficie de 18 ha.

## Économie et infrastructures

### Médias
L'ancienne Südwestfunk (SWF, aujourd'hui SWR) a déménagé à Hartenberg en 1978 ; en 1995 un nouveau bâtiment était construit et une extension en 2004. Parmi les émissions, on peut signaler la série Literatur im Foyer qui fait venir les auteurs germanophones les plus connus à Hartenberg. Citons aussi les émissions en direct : Flutlicht (de), Landesschau (de) ou Report Mainz (de).

### Formation
- Centre de formation professionnelle Hans-Böckler
- École Elisabeth von Thüringen (sciences sociales)[8]
- École élémentaire Dr-Martin-Luther-King
- École élémentaire de Münchfeld
- Collège Ketteler (de) (préparation à l'Université)
- École Astrid-Lindgren (Langues)

### Transports
| BUS                                                |
| MVG Mainz lignes 54, 55, 56, 57, 58, 65, 69, 91,   |
| MVG Mainz + ESWE Wiesbaden ligne collective 9, 45, |
| MVG Mainz + ORN ligne collective 64, 68, 75, 79,   |
| ORN ligne 650                                      |

## Personnalités liées au quartier
- Paul Josef Crutzen, Prix Nobel de chimie 1995
- Anja Gockel (de), styliste dont l'atelier est dans les Alten Patrone
- Walter Strutz, homme politique à Mayence
- Harald Strutz (de), président du 1. FSV Mainz 05 depuis 1988
- Titi Winterstein (de) et Ziroli Winterstein (de) musiciens, qui ont passé leur enfance dans le quartier[9]

## Source de la traduction
- (de) Cet article est partiellement ou en totalité issu de l’article de Wikipédia en allemand intitulé « Mainz-Hartenberg-Munchfeld » (voir la liste des auteurs).